# Nils Patrik Johansson

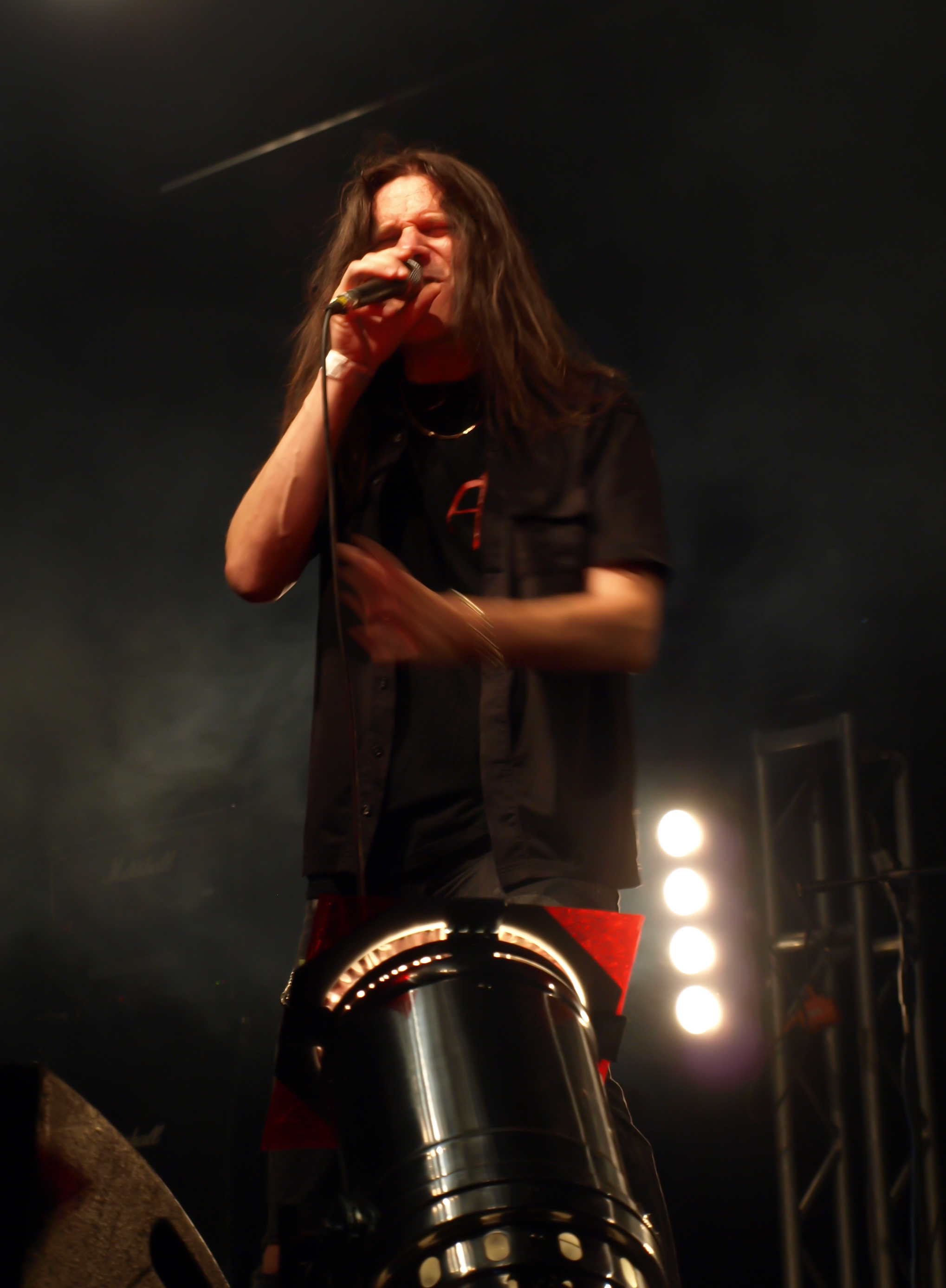
Johansson mit Astral Doors, 2008

Nils Patrik Johansson (* 14. Oktober 1967 in Borlänge) ist ein schwedischer Sänger in der Tonlage Tenor. Bekanntheit erlangte er als Frontmann der Metal-Band Astral Doors und der Power-Metal-Band Civil War.

## Leben

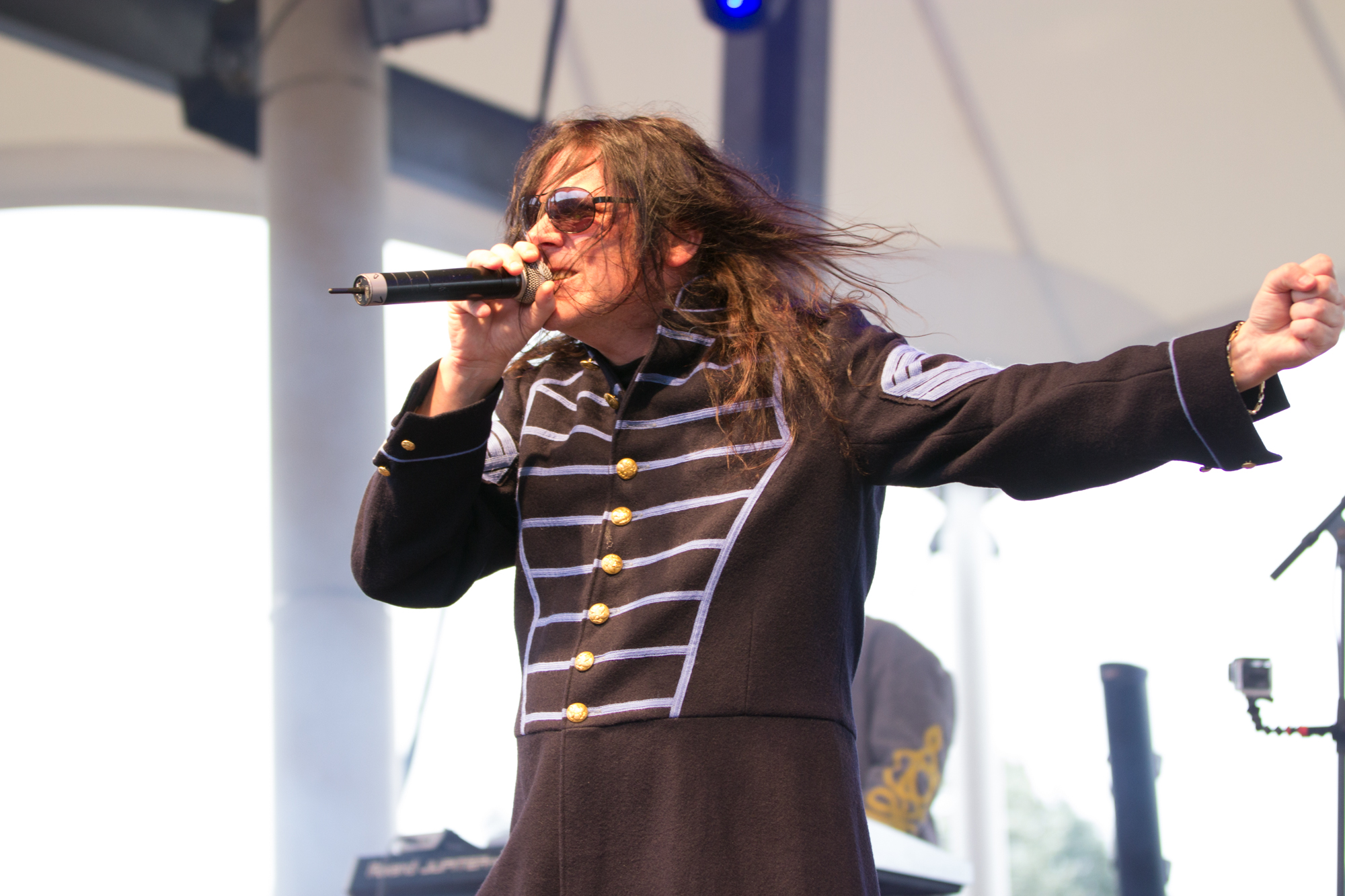
Johansson beim Sabaton Open Air mit Civil War, 2015

2003 gründete Johansson gemeinsam mit Joachim Nordlund und Johan Lindstedt die Hard-Rock- und Metal-Formation Astral Doors. Für die Band schreibt er die Texte und Gesangsmelodien.
Seit 2003 ist er ebenfalls Sänger der dänischen Progressive-Metal-Band Wuthering Heights. Zudem war er 2003 und 2005 Mitglied von Richard Andersson's Space Odyssey und ist Mitglied von Lion's Share.
Als sich 2012 Rikard Sundén, Oskar Montelius, Daniel Mullback und Daniel Mÿhr von Sabaton trennten, nahm Johansson Kontakt mit ihnen auf, um mit Stefan „Pizza“ Eriksson und den vieren die Band Civil War zu gründen. Der Name der Band stammt von Johansson, er schrieb auch alle Texte der Band und komponierte die meisten der Stücke.
Bis 2016 entstanden drei Konzeptalben und ein Jahr später verließ Johansson die Gruppe. An der EP Civil War und dem Album The Killer Angels waren alle Bandmitglieder als Produzenten beteiligt. Zu seinem Ausstieg bemerkte er:

„Ich habe Civil War verlassen. Sie müssen mehr touren, und ich bin wegen meiner Arbeit und meiner Familiensituation nicht der richtige Mann dafür. Ich habe ihnen einige meiner besten Songs und fast fünf Jahre meines Lebens geschenkt. Ich liebe sie, aber alles hat ein Ende. Ich hoffe, sie finden einen neuen Sänger, der mein Vermächtnis und den Geist von Civil War weiterträgt. Wenn sie nicht rechtzeitig einen neuen Sänger finden, werde ich die bereits gebuchten Shows natürlich noch mitmachen, wenn sie wollen. Ich werde mich jetzt auf Astral Doors konzentrieren, und was vielleicht noch wichtiger ist, einen Nachfolger zu Lion's Shares ‚Dark Hours‘ schreiben!“

Johansson hat ein ausgeprägtes historisches Interesse, welches sich in sämtlichen Texten für Civil War und in vielen Texten für Astral Doors und sein Soloprojekt niederschlägt, ebenso in Wounded Kne, das Thobbe Englund 2017 auf seinem Soloalbum Sold My Soul veröffentlichte. Auch religiöse Themen finden sich immer wieder in seinen Texten.
Johansson ist verheiratet. Neben seiner Tätigkeit als Sänger geht er einer anderen beruflichen Tätigkeit nach, die ebenfalls mit Musik verknüpft ist. Als seine Lieblingssänger sind neben Ronnie James Dio noch David Coverdale, Ian Gillan, Tony Martin und Russel Allen zu nennen.
Johanssons Sohn Nils Fredrik Johansson ist Schlagzeuger und spielt in der Thrash-Metal-Band Tuck from Hell.

## Diskografie

### Als Solokünstler
- Evil Deluxe (2018)[7]
- The Great Conspiracy (2020)[8]

### Mit Wuthering Heights
- Far From the Madding Crowd (2004)
- The Shadow Cabinet (2006)
- Salt (2010)

### Mit Lion's Share
- Emotional Coma (2007)
- Dark Hours (2009)

### Mit Weiteren
- Richard Andersson's Space Odyssey: Embrace the Galaxy (2003)
- Mägo de Oz: Belfast (2004, zweites Lied)
- Richard Andersson's Space Odyssey: The Astral Episode (2005)
- Thobbe Englund: Wounded Knee in Sold My Soul (2017)